# 汉德洛
汉德洛是德国下萨克森州的一个市镇。总面积26.91平方公里，总人口2438人，其中男性1195人，女性1243人（2011年12月31日），人口密度91人/平方公里。